# It's Alive (álbum de Ramones)
It's Alive es el primer álbum en directo de la banda Ramones, registrado en el Rainbow Theatre en Londres el 31 de diciembre de 1977. Fue lanzado en abril de 1979. El título del álbum hace referencia a la película de terror "It's Alive" de 1974. Originalmente emitido como LP doble con canciones de sus tres primeros álbumes (Ramones, Leave Home y Rocket to Russia). El concierto también fue filmado y luego lanzado (aunque no en su totalidad) en el DVD "It's Alive 1974-1996".
El disco es considerado por la crítica musical como uno de los mejores álbumes en directo de la historia. Fue certificado oro en Argentina en 1993.

## Lista de canciones
Todas compuestas por Ramones a menos que se indique.

| Side one |                                       |                                                     |          |  |
| N.º      | Título                                | Escritor(es)                                        | Duración |  |
| 1.       | «Rockaway Beach»                      |                                                     | 2:24     |  |
| 2.       | «Teenage Lobotomy»                    |                                                     | 1:55     |  |
| 3.       | «Blitzkrieg Bop»                      |                                                     | 2:05     |  |
| 4.       | «I Wanna Be Well»                     |                                                     | 2:23     |  |
| 5.       | «Glad to See You Go»                  |                                                     | 1:51     |  |
| 6.       | «Gimme Gimme Shock Treatment»         |                                                     | 1:37     |  |
| 7.       | «You're Gonna Kill That Girl»         |                                                     | 2:28     |  |
| 8.       | «I Don't Care»                        |                                                     | 1:41     |  |
| 9.       | «Sheena Is a Punk Rocker»             |                                                     | 2:16     |  |
| 10.      | «Havana Affair»                       |                                                     | 1:35     |  |
| 11.      | «Commando»                            |                                                     | 1:40     |  |
| 12.      | «Here Today, Gone Tomorrow»           |                                                     | 2:55     |  |
| 13.      | «Surfin' Bird»                        | Al Frazier, Sonny Harris, Carl White, Turner Wilson | 2:20     |  |
| 14.      | «Cretin Hop»                          |                                                     | 1:46     |  |
| 15.      | «Listen to My Heart»                  |                                                     | 1:36     |  |
| 16.      | «California Sun»                      | Henry Glover, Morris Levy                           | 1:45     |  |
| 17.      | «I Don't Wanna Walk Around With You»  |                                                     | 1:25     |  |
| 18.      | «Pinhead»                             |                                                     | 2:46     |  |
| 19.      | «Do You Wanna Dance?»                 | Bobby Freeman                                       | 1:39     |  |
| 20.      | «Chain Saw»                           |                                                     | 1:29     |  |
| 21.      | «Today Your Love, Tomorrow the World» |                                                     | 1:55     |  |
| 22.      | «Now I Wanna Be a Good Boy»           |                                                     | 2:03     |  |
| 23.      | «Judy Is a Punk»                      |                                                     | 1:14     |  |
| 24.      | «Suzy Is a Headbanger»                |                                                     | 1:53     |  |
| 25.      | «Let's Dance»                         | Jim Lee                                             | 2:03     |  |
| 26.      | «Oh Oh I Love Her So»                 |                                                     | 1:40     |  |
| 27.      | «Now I Wanna Sniff Some Glue»         |                                                     | 1:18     |  |
| 28.      | «We're a Happy Family»                |                                                     | 2:07     |  |

## Personal
- Joey Ramone - voz
- Johnny Ramone - guitarra
- Dee Dee Ramone - bajo, coros
- Tommy Ramone - batería y producción
- Ed Stasium - Ingeniero de sonido

### Producción
- Ed Stasium - ingeniero
- T. Erdelyi, Ed Stasium - producción
- Basing Street Studios Ltd. - grabación móvil
- Greb Cobb, Frank Owen, Jo Yu, Ray Doyle - equipo móvil
- Ramona Janquito, Phil Shrago - equipo en el estudio
- Monte Melnick - mánager de gira
- Arturo Vega - iluminación
- Tasco - sonido, iluminación